# Halisaurus
Halisaurus Marsh, 1869 è un genere di rettili marini estinti, appartenenti alla famiglia Mosasauridae. Vissero nel Cretaceo superiore (Maastrichtiano, circa 70 milioni di anni fa). I resti sono stati ritrovati in Nordamerica, Europa e Africa.

## Descrizione
Questo animale era un rappresentante primitivo del gruppo dei mosasauri, grandi lucertole acquatiche del Cretaceo superiore. L'alisauro aveva già iniziato a sviluppare caratteristiche notevolmente adatte alla vita marina: il corpo era allungato, la coda era compressa lateralmente e le zampe erano già trasformate in pinne. Le vertebre, però, conservavano le caratteristiche primitive delle lucertole terrestri, mentre il cranio triangolare e appuntito era molto mobile. Di norma questo animale non superava i quattro metri di lunghezza.

## Biologia
L'alisauro era un mosasauro piuttosto piccolo, e doveva predare piccoli vertebrati e invertebrati acquatici. Date le caratteristiche primitive, si presume che questo animale non fosse in grado di vivere in mare aperto, ma che preferisse piuttosto frequentare le zone costiere. 

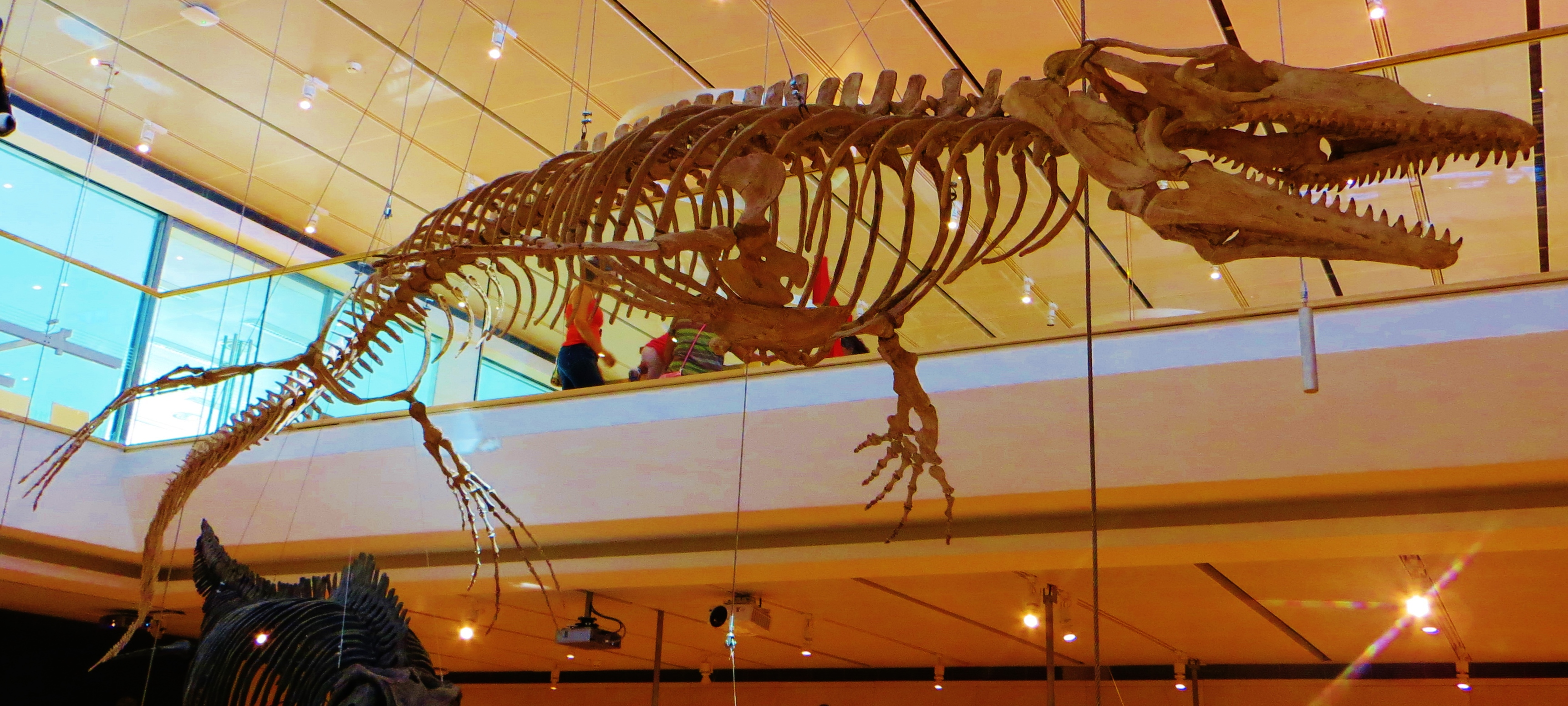
Scheletro di Halisaurus arambourgi

## Tassonomia
L'alisauro è ritenuto da molti paleontologi uno dei mosasauri più primitivi. Le caratteristiche antiquate, tra cui le zampe allungate, lo pongono in una sottofamiglia a sé stante, quella degli Halisaurinae. Nonostante la sua primitività, questo genere è conosciuto in terreni relativamente recenti. Sono note varie specie di questo animale: la specie tipo è Halisaurus platyspondylus, descritta da Othniel Charles Marsh nel 1869 sulla base di frammenti. H. ortliebi, del Belgio, conosciuta principalmente per un cranio frammentario lungo 40 centimetri, è stata poi considerata un genere a sé stante (Phosphorosaurus), mentre l'esemplare su cui si basa la specie H. onchognathus è stato distrutto nella Seconda guerra mondiale. L'unica specie ben conosciuta è H. arambourgi, descritta nel 2005 sulla base di uno scheletro incompleto proveniente dal Marocco. La specie H. sternbergii, precedentemente ascritta a Clidastes e proveniente dal Santoniano (80 milioni di anni fa) del Kansas, è stata riassegnata a un nuovo genere, Eonatator.